# Liste des œuvres de Johann David Heinichen
Le catalogue des compositions connues de Johann David Heinichen a été publié en 1913 par Gustav Adolph Seibel. Cependant, il ne contient pas une liste complète, un autre catalogue des œuvres instrumentales a été publié plus tard par Günther Hausswald, et des désaccords existent entre les deux.

## Œuvres orchestrales

### Suites pour orchestre
- Seibel 205 \ Suite pour 2 hautbois & basson en sol majeur (Hwv II:1)
- Seibel 206 \ Suite pour cordes en sol majeur (Hwv II:2)
- Seibel 267 \ Tafelmusik en fa majeur

### Symphonies
- Seibel 207 \ Sinfonia en ré majeur (Hwv IV:1)
- Seibel 208 \ Sinfonia en la majeur (Hwv IV:3)
- Seibel 209 \ Sinfonia en fa majeur (Hwv IV:4)
- Seibel 210 \ Sinfonia en fa majeur (Hwv IV:5)

### Concerti grossi
- Seibel 211 \ Concerto grosso en ut majeur (Hwv I:1)
- Seibel 213 \ Concerto grosso en sol majeur (Hwv I:7)
- Seibel 214 \ Concerto grosso en sol majeur (Hwv I:4 & 6) - Hausswald a identifié 2 versions du concerto, une de 1715 à Darmstadt et l'autre de 1717 à Venise.
- Seibel 215 \ Concerto grosso en sol majeur (Hwv I:3)
- Seibel 216 \ Concerto grosso en sol majeur (Hwv I:5)
- Seibel 217 \ Concerto grosso en sol majeur (Hwv I:2)
- Seibel 223 \ Concerto a quattro en ré majeur (Hwv IV:2)
- Seibel 226 \ Concerto grosso en ré majeur (Hwv I:14)
- Seibel 231 \ Concerto grosso en fa majeur (Hwv I:15)
- Seibel 232 \ Concerto grosso en fa majeur (Hwv I:17)
- Seibel 233 \ Concerto grosso en fa majeur (Hwv I:20)
- Seibel 234 \ Concerto grosso en fa majeur (Hwv I:18)
- Seibel 235 \ Concerto grosso en fa majeur (Hwv I:19)
- Seibel 236 \ Concerto a quattro en si bémol majeur
- Seibel 242 \ Pastorale en la majeur (Hwv III:21)
- Seibel deest \ Concerto a quattro en ré majeur

## Concertos pour instruments solistes

### Concertos pour violon
- Seibel 224 \ Concerto pour violon en ré majeur (Hwv I:13)
- Seibel 239 \ Concerto pour violon en mi bémol majeur (Hwv I:23)
- Seibel deest \ Concerto pour violon en si bémol majeur
- Seibel deest \ Concerto pour violon en la mineur

### Concertos pour flûte
- Seibel 219 \ Concerto pour flûte en sol majeur (Hwv I:8)
- Seibel 220 \ Concerto pour flûte en sol majeur (Hwv I:9)
- Seibel 221 \ Concerto pour flûte en mi mineur (Hwv I:11)
- Seibel 225 \ Concerto pour flûte en ré majeur (Hwv I:12)

### Concertos pour hautbois
- Seibel 212 \ Concerto pour hautbois en la mineur (Hwv VI:1)
- Seibel 227 \ Concerto pour hautbois en ré majeur (Hwv V:3)
- Seibel 228 \ Concerto pour hautbois d'amour en la majeur (Hwv V:4)
- Seibel 230 \ Concerto pour hautbois en fa majeur (Hwv I:16)
- Seibel 237 \ Concerto pour hautbois en sol mineur (Hwv I:21)
- Seibel deest \ Concerto pour hautbois en sol majeur

### Concertos pour clavier
- Seibel 229 \ Concerto pour clavecin en fa majeur (Hwv III:4)

### Doubles concertos
- Seibel 218 \ Concerto pour flûte & violon en mi mineur (Hwv V:2)
- Seibel 222 \ Concerto pour 2 hautbois en mi mineur (Hwv I:10)
- Seibel 238 \ Concerto pour hautbois & flûte en sol mineur (Hwv I:22)
- Seibel 240 \ Concerto pour hautbois & violon en ut mineur (Hwv I:24)
- Seibel 245 \ Sonata da chiesa pour hautbois & violon en sol majeur (reworking of Concerto pour hautbois, Seibel 212)
- Seibel deest \ Concerto pour 2 flûtes ou flûte & hautbois en ré majeur

## Musique de chambre

### Sonates pour instruments seuls
- Seibel 260 \ Sonate pour flûte en ré majeur (Hwv III:2)
- Seibel 261 \ Sonate pour flûte en ré majeur (Hwv III:1)
- Seibel 262 \ Sonate pour flûte en ré majeur
- Seibel 263 \ Sonate pour violon en fa majeur (Hwv III:3)
- Seibel 265 \ Sonate pour hautbois en sol mineur (Hwv III:5)
- Seibel 266 \ Sonate pour violon en ut mineur (Hwv III:7)

### Sonates pour 2 instruments
- Seibel 277 \ Sonate pour hautbois & basson en Do mineur (Hwv III:6)

### Sonates pour 3 instruments
- Seibel 243 \ Sonate pour flûte, hautbois & continuo en sol majeur (Hwv III:8)
- Seibel 244 \ Sonate pour hautbois, violon & continuo en sol majeur
- Seibel 246 \ Sonate pour flûte, violon & continuo en sol majeur (Hwv III:9)
- Seibel 247 \ Sonate pour flûte, basson & continuo en sol majeur (Hwv III:10)
- Seibel 248 \ Sonate pour 2 flutes & continuo en sol majeur (Hwv VI:2)
- Seibel 249 \ Sonate pour flûte, violon & continuo en sol majeur (Hwv V:1)
- Seibel 250 \ Sonate pour flûte, violon & continuo en sol majeur (Hwv III:11)
- Seibel 252 \ Sonate pour 2 flutes & continuo en sol majeur (Hwv III:12)
- Seibel 253 \ Sonate pour hautbois, violon & continuo en ré majeur (Hwv III:18)
- Seibel 254 \ Sonate pour hautbois, viole de gambe & continuo en ut mineur (Hwv III:16)
- Seibel 256 \ Sonate pour flûte, viole d'amour & continuo en fa majeur (Hwv III:13)
- Seibel 258 \ Sonate pour hautbois, violon & continuo en ut mineur (Hwv III:14)
- Seibel 259 \ Sonate pour 2 hautbois & continuo en ut mineur (Hwv III:15)
- Seibel deest \ Sonate pour violon, basson & continuo en ré majeur

### Sonates pour 4 instruments
- Seibel 251 \ Sonate pour flûte, 2 violons & continuo en sol majeur (Hwv III:17)
- Seibel 255 \ Sonate pour 2 violons, viole & continuo en ré majeur (Hwv III:19)
- Seibel 257 \ Sonate pour 2 hautbois, basson & continuo en si bémol majeur (Hwv III:20)

## Œuvres pour clavier seul
- Seibel 241 \ Fughetta pour orgue en ré majeur (Hwv VII:1)
- Seibel 264 \ Sonate pour clavecin en fa majeur (Hwv V:5)
- Seibel 268 \ Fughetta pour clavecin en ré majeur
- Seibel 269 \ Larghetto pour clavecin en mi bémol majeur
- Seibel 270 \ Sarabande pour clavecin en fa majeur
- Seibel 271 \ Loure pour clavecin en sol majeur

## Cantates
- Seibel 137 \ Là, dove in grembo al colle en ut majeur
- Seibel 138 \ Quanto siete fortunate en la majeur
- Seibel 139 \ Già la stagion novella en si bémol majeur
- Seibel 140 \ Glori bell' idol mio en mi majeur
- Seibel 141 \ PerchË mai si bruni siete en fa majeur
- Seibel 142 \ Qual fugiamai quel core en fa majeur
- Seibel 143 \ Per sveglia nove fiamme en ré majeur
- Seibel 144 \ A increspar l'onda con l'onda en la majeur
- Seibel 145 \ Chi puo mirarui senz' adoravi en la majeur
- Seibel 146 \ Tu mi chiedi s'io t'amo en si bémol majeur
- Seibel 147 \ Quando sciolto d'amor io mi credea en mi bémol majeur
- Seibel 148 \ Dal povero mio cor en ut mineur
- Seibel 149 \ Lascia di tormentarmi en la mineur
- Seibel 150 \ Mia Climene adorata en mi majeur
- Seibel 151 \ Lontananza tiranna che vate en mi bémol majeur
- Seibel 152 \ Bella te lascio addio giunia en mi bémol majeur
- Seibel 153 \ Doppo tante e tante pene en mi bémol majeur
- Seibel 154 \ Leggi bel Idol mio en si bémol majeur
- Seibel 155 \ Sedea Fileno un giorno en si bémol majeur
- Seibel 156 \ In riva al bel sebeto l'ontano en fa majeur
- Seibel 157 \ D'Eurilla sempre amata en la majeur
- Seibel 158 \ Dove fiorito impero en sol majeur
- Seibel 159 \ Usignolo che piangenda en la majeur
- Seibel 160 \ Mitilde mio tresor en ut mineur
- Seibel 161 \ Nel dolce tempo en la majeur
- Seibel 162 \ Nice se il tuo bel labro en si mineur
- Seibel 163 \ Alla caccia dell'alme en ré majeur
- Seibel 164 \ Sento là che ristretto en sol mineur
- Seibel 165 \ Voi ben sapete en sol majeur
- Seibel 166 \ Rusceletto che vai scherzando en ré majeur
- Seibel 167 \ Dimmi, o mio cor en ut mineur
- Seibel 168 \ Fosche tenebre e dense en fa majeur
- Seibel 169 \ O deluse speranze en mi bémol majeur
- Seibel 170 \ Sei gentil, sei vezzosa en sol majeur
- Seibel 171 \ Intorno a quella Rosa en fa majeur
- Seibel 172 \ Tormento dell'alma amore en la mineur
- Seibel 173 \ Delizie del mio core en sol majeur
- Seibel 174 \ Lieve turba canoro en si bémol majeur
- Seibel 175 \ Parto à te menzognero en ré majeur
- Seibel 176 \ Ascolta, Eurillo, ascolta en ré majeur
- Seibel 177 \ Più lucide, più belle en si bémol majeur
- Seibel 178 \ O beato quel giorno en la majeur
- Seibel 179 \ Mio cor amante en la majeur
- Seibel 180 \ Se mai Tirsi mio bene en ré mineur
- Seibel 181 \ La dove al pado in Riva en la majeur
- Seibel 182 \ Or che stanco dal corso in grembo en sol majeur
- Seibel 183 \ La bella fiamma o Tirsi en ré mineur
- Seibel 184 \ Luci voi siete quelle de all'alma en la majeur
- Seibel 185 \ Sele amene autri ambrosi en ré majeur
- Seibel 186 \ Amo sospiro ed ardo en ut mineur
- Seibel 187 \ Io scherzo, io rido, io canto en sol majeur
- Seibel 188 \ D'amante sventurato en mi majeur
- Seibel 189 \ Dori vezzosa Dori en ré mineur
- Seibel 190 \ Non di Fillide il seno en la mineur
- Seibel 191 \ Bella se puo gradite en sol mineur
- Seibel 192 \ Ebra d'amor fuggia en sol mineur
- Seibel 193 \ Di giubilo tutto abbrudo en sol majeur
- Seibel 194 \ Filli, che in te ravolta en la mineur
- Seibel 195 \ Doppo lunga catena en ré majeur
- Seibel 196 \ Il caro e bel piacer en sol majeur
- Seibel 197 \ O giove eccelso en sol majeur
- Seibel 198 \ Da più eccelsi pensieri en mi mineur
- Seibel 199 \ Deh taci crudele ingrata en ré mineur

## Œuvres sacrées

### Messes
- Seibel 1 \ Messe no 1 en ré majeur
- Seibel 2 \ Messe no 4 en ré majeur
- Seibel 2a \ Missa brevis en ré majeur (2e version de la Messe no 4)
- Seibel 3 \ Messe no 6 en ré majeur
- Seibel 4 \ Messe no 8 en ré majeur
- Seibel 5 \ Messe no 9 en ré majeur
- Seibel 6 \ Messe no 11 en ré majeur
- Seibel 7 \ Messe no 12 en ré majeur
- Seibel 8 \ Messe no 7 en ré majeur
- Seibel 9 \ Messe en ré majeur (2e version de la Messe no 1)
- Seibel 10 \ Missa reformata en ré majeur (arr. of Messe no 12 by Joseph Schuster)
- Seibel 11 \ Messe no 2 en fa majeur
- Seibel 11a \ Messe en fa majeur (2e version de la Messe no 2)
- Seibel 12 \ Messe no 3 en fa majeur
- Seibel 12a \ Messe en fa majeur (2e version de la Messe no 3)
- Seibel 13 \ Messe en fa majeur (2e version de la Messe no 5)
- Seibel 14 \ Messe no 5 en fa majeur
- Seibel 15 \ Messe en fa majeur (parties identiques à certaines parties de la Messe no 2)
- Seibel 16 \ Messe en fa majeur (parties identiques à certaines parties de la Messe no 3)
- Seibel 17 \ Requiem en ut majeur
- Seibel 18 \ Requiem en mi bémol majeur
- Seibel 50 \ Kyrie eleison en ré majeur (arr. par Schuster)
- Seibel 51 \ Cum sancto spiritu en ré majeur (arr. par Schuster)
- Seibel 52 \ In gloria Dei Patri en ré majeur (arr. par Schuster)
- Seibel 53 \ Et vitam venturi saeculi en ré majeur (arr. par Schuster)
- Seibel 54 \ Agnus Dei en ré majeur (arr. par Schuster)
- Seibel 55 \ Kyrie eleison en ré mineur (arr. par Schuster)
- Seibel deest \ Credo en ré majeur

### Litanies
- Seibel 67 \ Kyrie eleison en ré majeur (arr. par Schuster)
- Seibel 68 \ Kyrie eleison en ré majeur
- Seibel 85 \ Litaniae pro Festo Santi Fr. Xaveri en mi mineur
- Seibel 86 \ Litaniae pro Festo Corporis Domini en mi mineur
- Seibel 87 \ Litaniae pro Festo Santi Fr. Xaveri en ut mineur
- Seibel 88 \ Litaniae pro Festo Corporis Domini en ut mineur

### Cantates
- Seibel 29 \ Cantata al Sepolcro di nostro Signoro en ut mineur
- Seibel 30 \ Cantata al Sepolcro di nostro Signoro en ut mineur

### Cantiques
- Seibel 89 \ Magnificat en sol majeur
- Seibel 90 \ Magnificat en la majeur
- Seibel 91 \ Magnificat en fa majeur
- Seibel 92 \ Magnificat en fa majeur
- Seibel 93 \ Magnificat en si bémol majeur
- Seibel 94 \ Magnificat en si bémol majeur
- Seibel 95 \ Magnificat en si bémol majeur
- Seibel 96 \ Magnificat en mi bémol majeur
- Seibel 116 \ Te Deum en ré majeur
- Seibel 117 \ Te Deum en ré majeur
- Seibel 118 \ Te Deum en ré majeur

### Psaumes

#### Psaumes en latin
- Seibel 26 \ Beatus vir en fa majeur
- Seibel 27 \ Beatus vir en ré mineur
- Seibel 28 \ Beatus vir en mi bémol majeur
- Seibel 31 \ Confitebor en la mineur
- Seibel 32 \ Confitebor en sol majeur
- Seibel 33 \ Confitebor en sol mineur
- Seibel 34 \ Credidi en fa majeur
- Seibel 35 \ De profundis en ut mineur
- Seibel 44 \ Dixit Dominus en fa majeur
- Seibel 45 \ Dixit Dominus en fa majeur
- Seibel 46 \ Dixit Dominus en ré mineur
- Seibel 47 \ Dixit Dominus en si bémol majeur
- Seibel 48 \ Dixit Dominus en mi bémol majeur
- Seibel 64 \ In exitu Israel en la mineur
- Seibel 65 \ In exitu Israel en si bémol majeur
- Seibel 69 \ Laetatus sum en ut majeur
- Seibel 70 \ Laetatus sum en ré majeur
- Seibel 78 \ Lauda Jerusalem en ut majeur
- Seibel 79 \ Lauda Jerusalem en ré majeur
- Seibel 80 \ Lauda Jerusalem en fa majeur
- Seibel 81 \ Laudate pueri en ut majeur
- Seibel 82 \ Laudate pueri en sol majeur
- Seibel 83 \ Laudate pueri en fa majeur
- Seibel 84 \ Laudate pueri en fa majeur
- Seibel 97 \ Memento Domine David en sol mineur
- Seibel 98 \ Nisi Dominus en sol mineur
- Seibel 99 \ Nisi Dominus en ut mineur

#### Psaumes en allemand
- Seibel 36 \ Es lebet Jesus unser Hort en ut majeur
- Seibel 37 \ Meine Seele erhebet den Herrn en ut majeur
- Seibel 38 \ Ach, was soll ich Sünder machen en mi mineur
- Seibel 39 \ Warum toben die Heiden en ré majeur
- Seibel 40 \ Einsamkeit, o stilles Wesen en fa majeur
- Seibel 41 \ Heilig ist Gott der Herr en fa majeur
- Seibel 42 \ Gegrüßet seyst du holdseelige Maria en si bémol majeur
- Seibel 43 \ Gott ist unsere Zuversicht en sol mineur

### Antiennes, hymnes et motets
- Seibel 21 \ Quis accendet en sol majeur
- Seibel 22 \ Alma Mater redemptoris en fa majeur
- Seibel 23 \ Alma Mater redemptoris en mi bémol majeur
- Seibel 24 \ Ave Regina en mi bémol majeur
- Seibel 25 \ Beati omnes en sol mineur
- Seibel 49 \ Domine probasti me en mi mineur
- Seibel 56 \ Haec dies quam fecit en sol majeur
- Seibel 57 \ Decora lux aeternitatis en ut majeur
- Seibel 58 \ Te Joseph celebrent en la mineur
- Seibel 59 \ Ave Maris Stella en fa majeur
- Seibel 60 \ Jesu Redemptor omnium en fa majeur
- Seibel 61 \ Pange lingua en ré mineur
- Seibel 62 \ Veni creator Spiritus en sol mineur
- Seibel 63 \ In convertendo en ut majeur
- Seibel 66 \ Libavit eos exdipe en ré mineur
- Seibel 101 \ Regina coeli en sol majeur
- Seibel 102 \ Regina coeli en ré majeur
- Seibel 115 \ Sanctus en ré majeur
- Seibel 119 \ Regina coeli en si bémol majeur

### Lamentations
- Seibel 71 \ Lamentatio Jeremiae in Coena Domini I en ut mineur
- Seibel 72 \ Lamentatio Jeremiae in Coena Domini II en fa mineur
- Seibel 73 \ Lamentatio Jeremiae in Coena Domini III en fa mineur
- Seibel 74 \ Lamentatio Jeremiae per il Venendi Santo I en sol mineur
- Seibel 75 \ Lamentatio Jeremiae per il Venendi Santo II en ut mineur
- Seibel 76 \ Lamentatio Jeremiae per il Venendi Santo III en ut mineur
- Seibel 77 \ Lamentatio Jeremiae en fa mineur

### Répons
- Seibel 103 \ In monte oliveti en fa majeur
- Seibel 104 \ Tristis est anima mea en fa majeur
- Seibel 105 \ Ecce vidimus eum en fa majeur
- Seibel 106 \ Amicus meus osculi me tradidit en la mineur
- Seibel 107 \ Judas mercator pessimus en la mineur
- Seibel 108 \ Unus ex discipulis meis en ut majeur
- Seibel 109 \ Erat quasi Agnus innocens ductus en ut majeur
- Seibel 110 \ Una hora non potuistis en sol mineur
- Seibel 111 \ Seniores res populi cruci eum fecerunt en ut majeur
- Seibel 112 \ Omnes amici mei dereliquerunt en la mineur
- Seibel 113 \ Sicut ovis ad occissionem ductus en sol mineur
- Seibel 114 \ Beata viscera Mariae Virginis en sol mineur

## Œuvres pour la scène

### Opéras
- Seibel 120 \ Flavio Crispo
- Seibel 121 \ Le passioni per troppo amore
- Seibel 122 \ Opera di Mario

### Arias pour opéras
- Seibel 123 \ Beleidigtes Hertz en la majeur
- Seibel 124 \ Walle mein erhitztes Bluth en ut majeur
- Seibel 125 \ Unglücklich in der Liebe seyn en sol mineur
- Seibel 126 \ Dir Tugend und Jugend verknüpfet das Band en sol majeur
- Seibel 127 \ Treu ist mir angebohren en si bémol majeur
- Seibel 128 \ Gehe nur verwegner Schöner en mi majeur
- Seibel 129 \ Ich will die Falschheit rächen en ré majeur
- Seibel 130 \ Wann hohe Häubter loben en la majeur
- Seibel 131 \ Denke nicht verdammte Liebe en fa majeur
- Seibel 132 \ Edelste Freyheit, mein eintziges Vergnügen en la majeur
- Seibel 133 \ Hertz und Füß eilt mit Verlangen en fa majeur
- Seibel 134 \ Meine Lippen sind voll Lachens en ré majeur
- Seibel 135 \ Bella donna e che non fa? en sol majeur (fragment)
- Seibel 136 \ Eures Schönsten Augen-Licht en mi bémol majeur (fragment)

### Sérénades
- Seibel 200 \ Diana su l'Elba
- Seibel 201 \ La Gara degli Dei
- Seibel 202 \ Zeffiro e Chori
- Seibel 203 \ Le notte di Nettuno e di Teti
- Seibel 204 \ Serenata di Moritzburg

### Oratorios
- Seibel 19 \ La Pace di Kamberga
- Seibel 20 \ Passion

## Œuvres perdues
- Seibel 100 \ Offertoire en la mineur
- Seibel 272 \ Starke Kirchen-Musiquen
- Seibel 273 \ Sonate pour 6 violons
- Seibel 274 \ So con un vezzo
- Seibel 275 \ Œuvres diverses mentionnées dans des collections
- Seibel 276 \ Œuvres diverses mentionnées dans Zerbst
- Seibel deest \ Messe no 10 en ré majeur